# Holger K. Nielsen

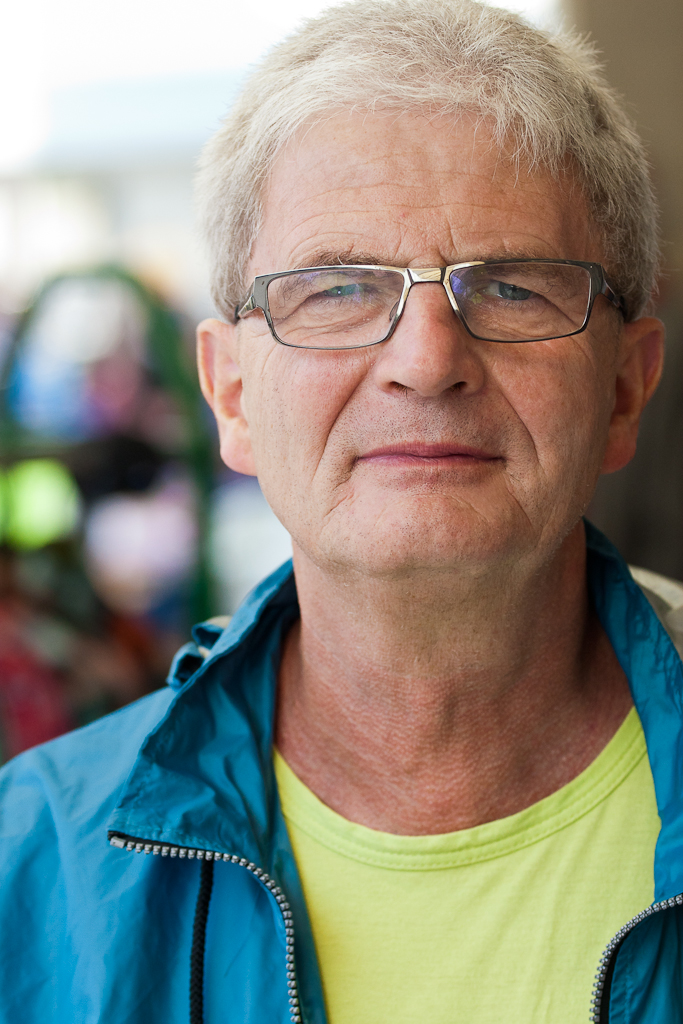
Nielsen im September 2011

Holger Kirkholm Nielsen (* 23. April 1950 in Ribe) ist ein dänischer Politiker der Sozialistischen Volkspartei (SF).

## Leben
Nielsen ist studierter Danist und Sozialwissenschaftler. Von 1979 bis 1981 war er Sekretär im EU-Parlament und Abteilungsleiter im Energieministerium 1981 sowie 1984 bis 1987. 1981 bis 1984 und seit 1987 war Nielsen Folketingsabgeordneter für die SF. 1991 wurde er zum Parteivorsitzenden in einer Urabstimmung mit Steen Gade als Gegenkandidat gewählt. 2005 gab er den Vorsitz an Villy Søvndal ab.
Nielsen war Mitglied des auswärtigen Ausschusses des Folketings und Mitglied des parlamentarischen Präsidiums von 2007 bis 2012. Zudem war er Sprecher seiner Partei für Verteidigung, Medien und die Färöer betreffende Angelegenheiten. Vom 16. Oktober 2012 bis zum 12. Dezember 2013 war Nielsen Steuerminister im Kabinett Thorning-Schmidt I. Am 12. Dezember 2013 wurde Nielsen nach einer Ministerrochade, verbunden mit Annette Vilhelmsens Rücktritt als Vorsitzende der SF, Außenminister.